# Acetofenazin

Strukturformel

Acetofenazin är ett neuroleptikum med lugnande effekter och få extrapyramidala biverkningar. Substansen är ej listad i FASS och ej registrerad i Sverige.
Tindal, är ett varunamn för acetofanazin och produceras av den amerikanska läkemedelstillverkaren Schering Corporation.